# Gogui Koguashvili
Gogui Koguashvili (en ruso: Гоги Когуашвили, en georgiano: გოგი კოღუაშვილი; Kutaisi, 26 de abril de 1969) es un deportista ruso de origen georgiano que compitió en lucha grecorromana.
Participó en cuatro Juegos Olímpicos de Verano, obteniendo una medalla de bronce en Barcelona 1992, en la categoría de 90 kg; el decimotercer lugar en Atlanta 1996, el decimosegundo en Sídney 2000 y el sexto en Atenas 2004.
Ganó seis medallas en el Campeonato Mundial de Lucha entre los años 1993 y 1999, y cuatro medallas en el Campeonato Europeo de Lucha entre los años 1995 y 2002.

## Palmarés internacional
| Juegos Olímpicos   | Juegos Olímpicos        | Juegos Olímpicos  | Juegos Olímpicos |
| Año                | Lugar                   | Medalla           | Categoría        |
| ------------------ | ----------------------- | ----------------- | ---------------- |
| 1992               | Barcelona (España)      | Medalla de bronce | 90 kg            |
| Campeonato Mundial |                         |                   |                  |
| Año                | Lugar                   | Medalla           | Categoría        |
| 1993               | Estocolmo (Suecia)      | Medalla de oro    | 90 kg            |
| 1994               | Tampere (Finlandia)     | Medalla de oro    | 90 kg            |
| 1995               | Praga (República Checa) | Medalla de bronce | 90 kg            |
| 1997               | Breslau (Polonia)       | Medalla de oro    | 97 kg            |
| 1998               | Gävle (Suecia)          | Medalla de oro    | 97 kg            |
| 1999               | El Pireo (Grecia)       | Medalla de oro    | 97 kg            |
| Campeonato Europeo |                         |                   |                  |
| Año                | Lugar                   | Medalla           | Categoría        |
| 1995               | Besanzón (Francia)      | Medalla de oro    | 90 kg            |
| 1996               | Budapest (Hungría)      | Medalla de oro    | 90 kg            |
| 2000               | Moscú (Rusia)           | Medalla de plata  | 97 kg            |
| 2002               | Seinäjoki (Finlandia)   | Medalla de oro    | 96 kg            |